# (196) Philomela
(196) Philomela – planetoida z pasa głównego asteroid okrążająca Słońce w ciągu 5 lat i 183 dni w średniej odległości 3,11 j.a. Została odkryta 14 maja 1879 roku w Clinton położonym w hrabstwie Oneida w stanie Nowy Jork przez Christiana Petersa. Nazwa planetoidy pochodzi od Filomeli, postaci z mitologii greckiej.